# Пам'ятник князю Володимиру (Коростень)
Пам'ятник князю Володимиру в Коростені — монумент Великому князю київському, хрестителю Київської Русі Володимиру Святославичу в центральному парку «Древлянському» міста Коростень за авторством скульпторів Віталія Рожика та Василя Фещенка, встановлений 12 жовтня 2015 року. Відкриття відбулося 14 жовтня 2015 року.

## Опис
Пам'ятник являє собою гранітну скульптуру князя Володимира Великого, який тримає в правій руці хрест, а в лівій уривок з святого письма. Композиція складається з двох частин, власне постаті самого князя і п'єдестала. Загальна висота пам'ятника становить 3,4 м, висота п'єдестала 1,45 м. Обидві частини композиції виготовлені з токівського граніту. Пам'ятник встановлений біля центрального входу до парку «Древлянського» за кошти меценатів.